# Eufemia af Pommern
Eufemia af Pommern (1285 – 26. juli 1330) var en dansk dronning og kong Christoffer 2.s hustru. Hun var datter af Bogislaw 4., hertug af Pommern og hans anden kone, Margarete af Rügen.
Eufemia ægtede Christoffer i 1300. Ægteskabet var sandsynligvis et politisk arrangeret ægteskab, der gav Christoffer politisk støtte fra hendes moder og hendes forældre. Derudover vides der meget lidt om Eufemia.
Eufemia fik mindst seks børn, som man kender til:
- Margarete (1305–1340), gift med Ludvig 5., hertug af Bayern
- Erik (1307–1331)
- Otto, hertug af Lolland og Estland (født ca. 1310 - døde efter 1347)
- Agnes (død 1312), døde ung
- Helvig (født ca. 1315)
- Valdemar, konge af Damark (1320–1375)

Hun er begravet i Sorø Klosterkirke.